# Шиничиро Тани
Шиничиро Тани (јап. 谷 真一郎; 13. новембар 1968) бивши је јапански фудбалер.

## Каријера
Током каријере играо је за Кашива Рејсол.

## Репрезентација
За репрезентацију Јапана дебитовао је 1990. године.

## Статистика
| Јапан  | Јапан | Јапан |
| Год.   | Ута.  | Гол.  |
| ------ | ----- | ----- |
| 1990   | 1     | 0     |
| Укупно | 1     | 0     |